# Fritillaria maximowiczii
Fritillaria maximowiczii är en liljeväxtart som beskrevs av Josef Franz Freyn. Fritillaria maximowiczii ingår i Klockliljesläktet och i familjen liljeväxter. Inga underarter finns listade.